# 纳乌姆·格里戈里耶维奇·布尔特曼
纳乌姆·格里戈里耶维奇·布尔特曼（俄语：Наума Григорьевича Буртмана，1900年—1920年12月），是苏联共产国际派往中国的革命活动家，往来于哈尔滨、北京、天津。五四运动时期，他与李大钊建立了良好关系。

## 生平
1900年，出生于敖德萨职员家庭。
1915年，随父母迁居哈尔滨。
1918年，加入布尔什维克。
1919年，派往天津，开展革命。
1920年，回国，任俄共(布)中央西伯利亚局东方处主席团主席。12月，手枪走火去世。